# Кондопожская ГЭС
Кондопо́жская ГЭС — гидроэлектростанция в Кондопоге, использующая сток реки Суны и озера Сандал в Кондопожском районе Республики Карелия. Входит в Сунский каскад ГЭС, являясь его нижней ступенью.
Одна из старейших гидроэлектростанций России — строительство начато в 1916 году, достройка станции производилась по плану ГОЭЛРО, пуск первого гидроагрегата произведён в 1929 году. В ходе Великой Отечественной войны станция оказалась на оккупированной территории и была частично разрушена, в послевоенные годы восстановлена с заменой оборудования. Кондопожская ГЭС является памятником истории местного значения и охраняется государством. Собственник станции — ПАО «ТГК-1».

## Природные условия
Кондопожская ГЭС использует сток реки Суны, перебрасываемый в Пальеозёрское водохранилище через Пальеозёрскую ГЭС, а также боковую приточность между двумя станциями (естественный приток в Пальеозёрское и Сандальское водохранилище). Площадь водосборного бассейна в створе ГЭС составляет 7725 км². В средний по водности год река Суна в створе Пальеозёрской ГЭС имеет среднегодовой расход 59,3 м³/с, боковая приточность между Пальеозёрской и Кондопожской ГЭС — 10,2 м³/с. Среднемноголетний приток воды Суны к створу Пальеозёрской ГЭС составляет 1879 млн м³, из которых 1806 млн м³, или 96 %, перебрасывается через турбины и холостой водосброс станции в нижний бьеф к Кондопожской ГЭС. Среднемноголетний объём боковой приточности между Пальеозёрской и Кондопожской ГЭС оценивается в 331 млн м³. Максимальная боковая приточность в Сандальское водохранилище (повторяемость 0,5 %, или 1 раз в 200 лет) оценивается в 60,6 м³/с, максимальный приток воды в Сандальское водохранилище из Пальеозёрского водохранилища лимитируется пропускной способностью русла реки Нивы и составляет 140 м³/с.
Максимальные притоки наблюдаются в конце мая — начале июня, во время весеннего половодья, минимальные — в марте — апреле. Ледостав происходит в ноябре, очищение водохранилищ от льда — в мае. Максимальная высота волн в Сандальском водохранилище может достигать 1,36 м. В основании сооружений станционного узла расположены скальные породы (сланцы), сейсмичность района расположения Кондопожской ГЭС составляет 5 баллов по шкале MSK-64.

## Конструкция станции
Конструктивно Кондопожская ГЭС представляет собой деривационную гидроэлектростанцию с безнапорной подводящей деривацией в виде канала, использующую перепад высот между Сандальским водохранилищем и Онежским озером. Станция использует сток озера Сандал (превращённого в регулирующее водохранилище), а также большую часть стока реки Суны, перебрасываемого в Пальеозеро и далее в озеро Сандал через Пальеозёрскую ГЭС. В состав сооружений Кондопожской ГЭС входят дамбы «Навда» и «Сопоха» (образующие соответственно Пальеозёрское и Сандальское водохранилище), деривационный канал с головным сооружением, станционный узел (напорный бассейн, водоводы, здание ГЭС, холостой водосброс, отводящий канал, ОРУ 110 кВ). Гидротехнические сооружения ГЭС относятся к III классу капитальности. Установленная мощность электростанции — 24,9 МВт, гарантированная мощность — 9,5 МВт, проектная среднегодовая выработка электроэнергии — 131 млн кВт·ч. Максимальная пропускная способность сооружений ГЭС — 192 м³/с, в том числе через турбины — 120 м³/с и через водосброс — 72 м³/с.

### Пальеозёрское водохранилище
Пальеозёрское водохранилище образовано путём поднятия уровня Пальеозера глухой дамбой «Навда». Водохранилище служит нижним бьефом Пальеозёрской ГЭС (в него поступают воды реки Суны, отработавшие на турбинах ГЭС либо пропущенные через её холостой водосброс). Сток воды из Пальеозёрского водохранилища производится в Сандальское водохранилище через естественные реки Нива (Нивка) и Тивдия (Тивдийка).
Дамба «Навда» земляная, отсыпана из песка, имеет противофильтрационный элемент — глиняный экран. Длина дамбы — 1500 м, максимальная высота — 5,4 м, ширина по гребню — 7 м, по основанию — 45 м. Отметка гребня плотины — 75,5 м, превышение гребня над нормальным подпорным уровнем водохранилища — 2 м, напор на дамбу — 3,4 м. Водопропускных сооружений дамба не имеет, по гребню дамбы проходит федеральная автодорога Санкт-Петербург — Мурманск. Построена в 1923—1938 годах, к 1951 году восстановлена и реконструирована. Координаты центральной части дамбы — 62°29′39″ с. ш. 33°49′15″ в. д.
Пальеозёрское водохранилище при нормальном подпорном уровне имеет площадь 109 км², длину 22,6 км, максимальную ширину 8,8 км, максимальную глубину 74 м. Полная и полезная ёмкость водохранилища составляет 2000,5 и 158,5 млн м³ соответственно. Водохранилище является транзитным, искусственного регулирования стока по причине отсутствия регулирующих сооружений не производится (только естественное регулирование, определяемое пропускной способностью истока реки Нивы). Отметка нормального подпорного уровня водохранилища составляет 72,5 м над уровнем моря (по Балтийской системе высот), уровня мёртвого объёма — 71 м, форсировка уровня водохранилища не предусмотрена.

### Сандальское водохранилище

Схема Сунского каскада ГЭС

Сандальское водохранилище образовано путём поднятия уровня озера Сандал глухой дамбой «Сопоха», перекрывающей исток реки Сандалки. Водохранилище служит верхним бьефом Кондопожской ГЭС, сток воды из водохранилища производится в Онежское озеро через турбины и холостой водосброс ГЭС.
Дамба «Сопоха» земляная, отсыпана из песка и супесей, для защиты от фильтрации имеет наслонный дренаж и дренажную канаву. Длина дамбы — 1427 м, максимальная высота — 5,2 м, ширина по гребню — 3,5 м, по основанию — 33 м. Отметка гребня плотины — 64 м, превышение гребня над нормальным подпорным уровнем водохранилища — 1,45 м, напор на дамбу — 3,75 м. Верховой откос закреплён мощением камнем. Изначально дамба имела холостой водосброс в реку Сопоху, но в настоящее время он засыпан. Построена в 1926 году, в 1938 году реконструирована с увеличением высоты.
Координаты центральной части дамбы — 62°20′14″ с. ш. 34°00′59″ в. д.
Сандальское водохранилище включило в себя озеро Сандал (уровень которого был поднят на 1,5—2 м), а также Нигозеро и Габозеро, ставшие заливами водохранилища. При нормальном подпорном уровне Сандальское водохранилище имеет площадь 185 км², длину 41,7 км, максимальную ширину 7,3 км, максимальную глубину 58 м. Полная и полезная ёмкость водохранилища составляет 1780 и 298 млн м³ соответственно, что позволяет осуществлять сезонное (водохранилище наполняется в половодье и срабатывается в меженный период) и частично многолетнее (водохранилище наполняется в многоводные годы и срабатывается в маловодные) регулирование стока. Отметка нормального подпорного уровня водохранилища составляет 62,55 м, уровня мёртвого объёма — 60,9 м, форсированного подпорного уровня — 62,65 м.

### Деривация
Деривация Кондопожской ГЭС предназначена для подвода воды от Сандальского водохранилища к станционному узлу ГЭС. В её состав входят деривационный канал и головное сооружение, расположенные в черте городской застройки города Кондопоги.
Деривационный канал открытый, безнапорный, саморегулирующийся, выполнен в полувыемке — полунасыпи, максимальная пропускная способность — 200 м³/с. Длина, по разным источникам, 1750—1970 м, ширина по верху 34 м, по дну 9,6 м, глубина 7—8 м. Дамбы канала имеют максимальную высоту 7,99 м, отметка гребня — 63,09 м (превышение над НПУ — 0,6 м). Откосы канала закреплены каменным мощением с торкретированием. В канале расположен водозабор целлюлозно-бумажного комбината, его пересекают несколько мостов и переходы городских коммуникаций.
Головное сооружение расположено в начальной части деривационного канала и предназначено для перекрытия канала на время его опорожнения. Представляет собой железобетонный поверхностный водозабор докового типа с одним отверстием пролётом 11 м, перекрывается 5-секционным плоским скользящим металлическим затвором, имеет канатный подъёмный механизм грузоподъёмностью 12 т. Длина водозабора — 32 м, ширина — 23,4 м, высота — 11,1 м по устоям головного сооружения проходит железная дорога Санкт-Петербург — Мурманск. Координаты головного сооружения — 62°12′24″ с. ш. 34°17′08″ в. д.

### Станционный узел
Станционный узел включает в себя напорный бассейн с водоприёмником, напорные трубопроводы, холостой водосброс, здание ГЭС, отводящий канал, открытое распределительное устройство (ОРУ) 110 кВ.
Напорный бассейн (аванкамера) расположен в конце деривационного канала, предназначен для накопления воды, подаваемой к гидроагрегатам ГЭС. Длина бассейна 20,6 м, ширина 23—37,2 м, глубина 7,72—10,85 м, крепление дна — асфальт. В концевой части бассейна размещён глубинный водоприёмник из монолитного железобетона с 6 напорными приёмными камерами, длина водоприёмника 44 м, ширина 18,8 м, высота 20,5 м. Максимальный напор на водоприёмник — 10 м. Приёмные камеры разделены бычками толщиной 1,2 м, пролёты камер имеют ширину 5,4 м. Камеры оборудованы ремонтными затворами (шандорами), стационарными наклонными металлическими сороудерживающими решётками, а также плоские колёсные аварийно-ремонтные затворы. Подъёмное оборудование — мостовой кран грузоподъёмностью 10 т, а также 3 лебёдки (2×80 т, 1×35 т).
Подвод воды к гидроагрегатам производится при помощи напорных трубопроводов, разделённых на первую и вторую очередь. Трубопроводы первой очереди (эксплуатирующиеся с 1929 года) железобетонные, длиной 83,3 м. Один из них имеет внутренний диаметр 3,2 м (толщина стенок 0,3—0,5 м) и находится в эксплуатации, второй имеет внутренний диаметр 2 м (толщина стенок 0,25—0,36 м) и не эксплуатируется (заглушён бетонной пробкой со стороны водоприёмника). Трубопроводы второй очереди металлические (до 1994 года — деревянные), имеют длину 92 м, внутренний диаметр 4,5 м, толщину стенок 12 мм.
Холостой водосброс поверхностный, монолитный железобетонный, включает в себя водоприёмник, быстроток, трамплин, водобойный колодец, водобойный порог и плиту с гасителями, отводящий канал. Максимальная пропускная способность — 72 м³/с. Водоприёмник имеет водосливное отверстие размером 5×4,5 м, перекрывающееся 3-секционным металлическим плоским колёсным затвором, а также ремонтным затвором. Подъёмный механизм — мостовой кран грузоподъёмностью 15 т. Длина водосброса (водоприёмник и быстроток) — 30,55 м.
Здание ГЭС конструктивно разделено на два строения — здания первой и второй очереди. В здании ГЭС первой очереди расположен один горизонтальный гидроагрегат, оснащённый радиально-осевой турбиной со сдвоенными рабочими колёсами диаметром 1,4 м, производства шведской фирмы NOHAB. Турбины обеих очередей ГЭС работают на расчётном напоре 28 м. Турбина приводит в действие генератор G-227 мощностью 3,5 МВт, производства шведской фирмы ASEA. Монтаж агрегата осуществляется при помощи мостового крана грузоподъёмностью 35 т. Здание первой очереди семиэтажное, облицовано гранитом, длина здания (надводной части) 24 м, ширина 20 м, высота 24,5 м, построено в 1923—29 годах, изначально в нём было установлено два гидроагрегата. Отработавшая на гидроагрегате вода сбрасывается в Онежское озеро по отводящему каналу длиной 140 м, шириной по дну 26,5 м, дно и откосы которого закреплены каменной наброской.
В здании ГЭС второй очереди (состоит из машинного зала, монтажной площадки, пультового помещения и распределительного устройства 6 кВ) размещены два вертикальных гидроагрегата, оснащённые вертикальными радиально-осевыми турбинами с рабочими колёсами диаметром 2,82 м, производства финской фирмы Tampella. Турбины приводят в действие генераторы GS-2808 мощностью по 12 МВт, производства фирмы ASEA. Поскольку мощность турбин меньше, чем мощность генераторов, то установленная мощность гидроагрегатов второй очереди составляет по 10,7 МВт. Монтаж агрегатов осуществляется при помощи мостового крана грузоподъёмностью 100 т. Здание второй очереди четырёхэтажное, облицовано каменными блоками, длина здания (надводной части) 58 м, ширина 22,5 м, высота 30 м, построено в 1936—41 годах. Отработавшая на гидроагрегатах вода сбрасывается в Онежское озеро по отводящему каналу длиной 113 м, шириной по дну 27 м, дно и откосы которого закреплены бетоном и каменной наброской.

### Схема выдачи мощности
Генераторы ГЭС выдают электроэнергию на напряжении 6,3 кВ, которое преобразуется на напряжение 110 кВ трансформатором ТДГ мощностью 31,5 МВА. Выдача электроэнергии в энергосистему происходит с открытого распределительного устройства (ОРУ) по трём линиям электропередачи 110 кВ:
- Кондопожская ГЭС — ПС 20 «КОК» (Л-121),
- Кондопожская ГЭС — Кондопожский ЦБК (Л-123),
- Кондопожская ГЭС — ПС 63 «Берёзовка» (Л-168).

Сооружения и оборудование Кондопожской ГЭС
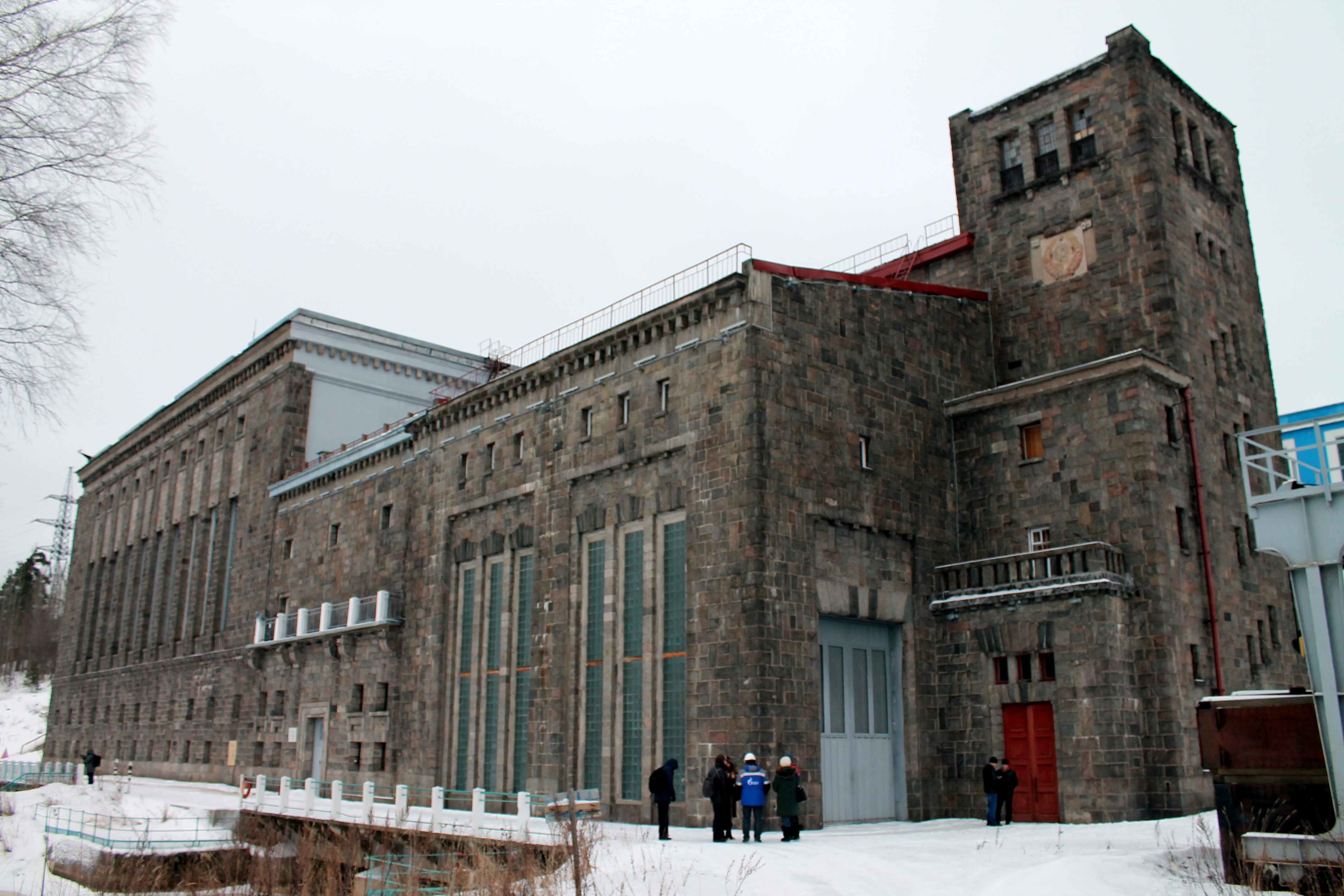
Здание ГЭС
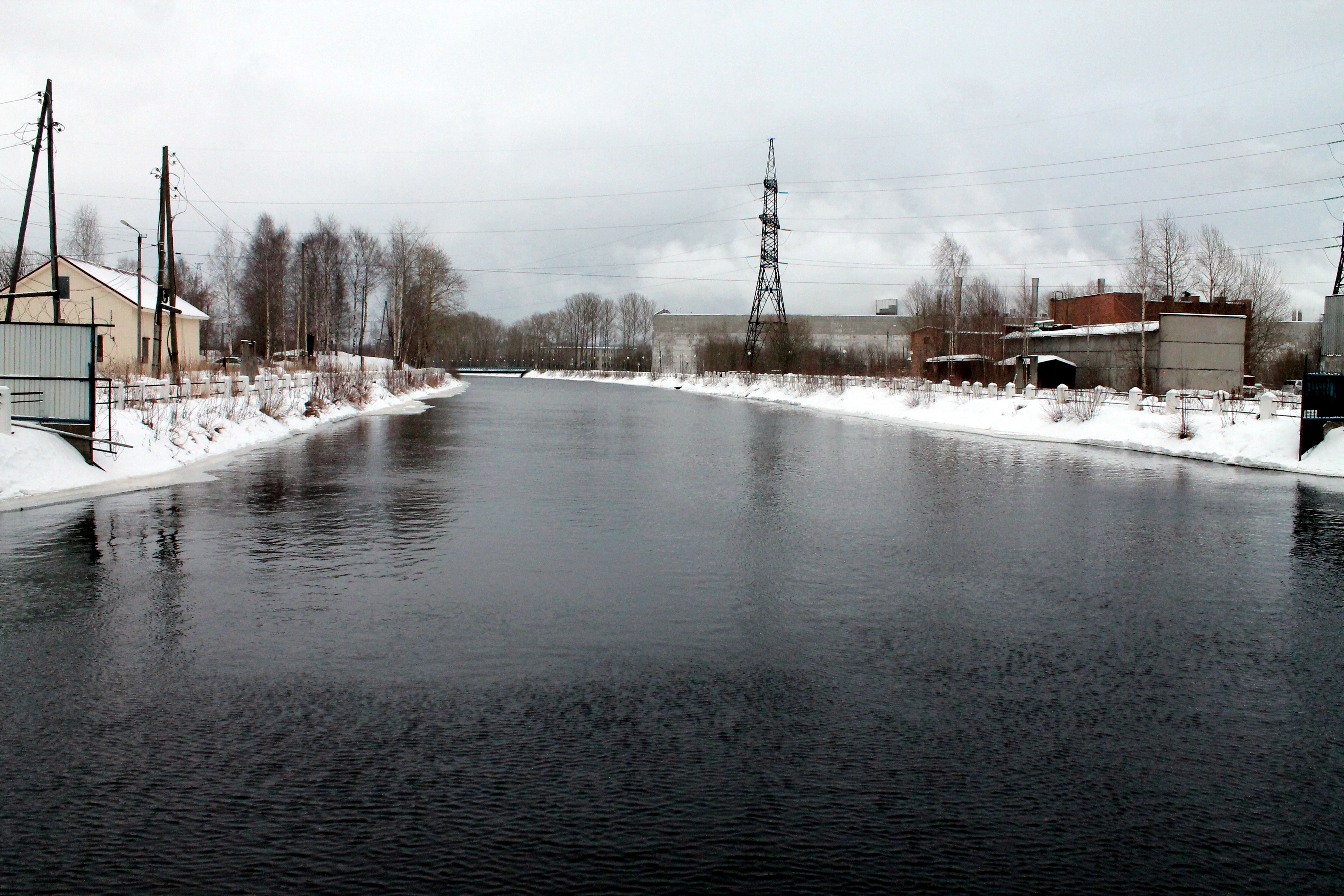
Деривационный канал
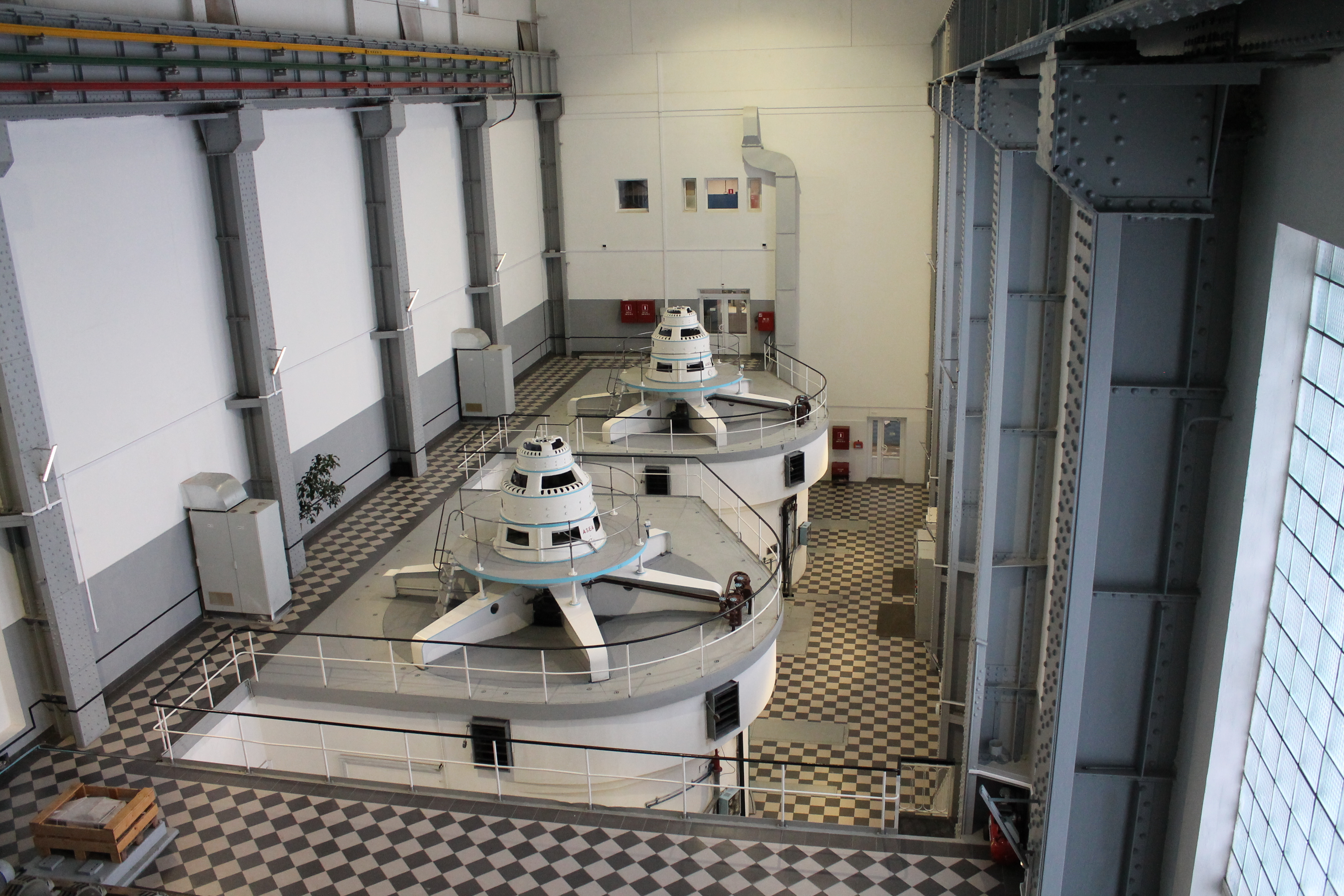
Машинный зал второй очереди
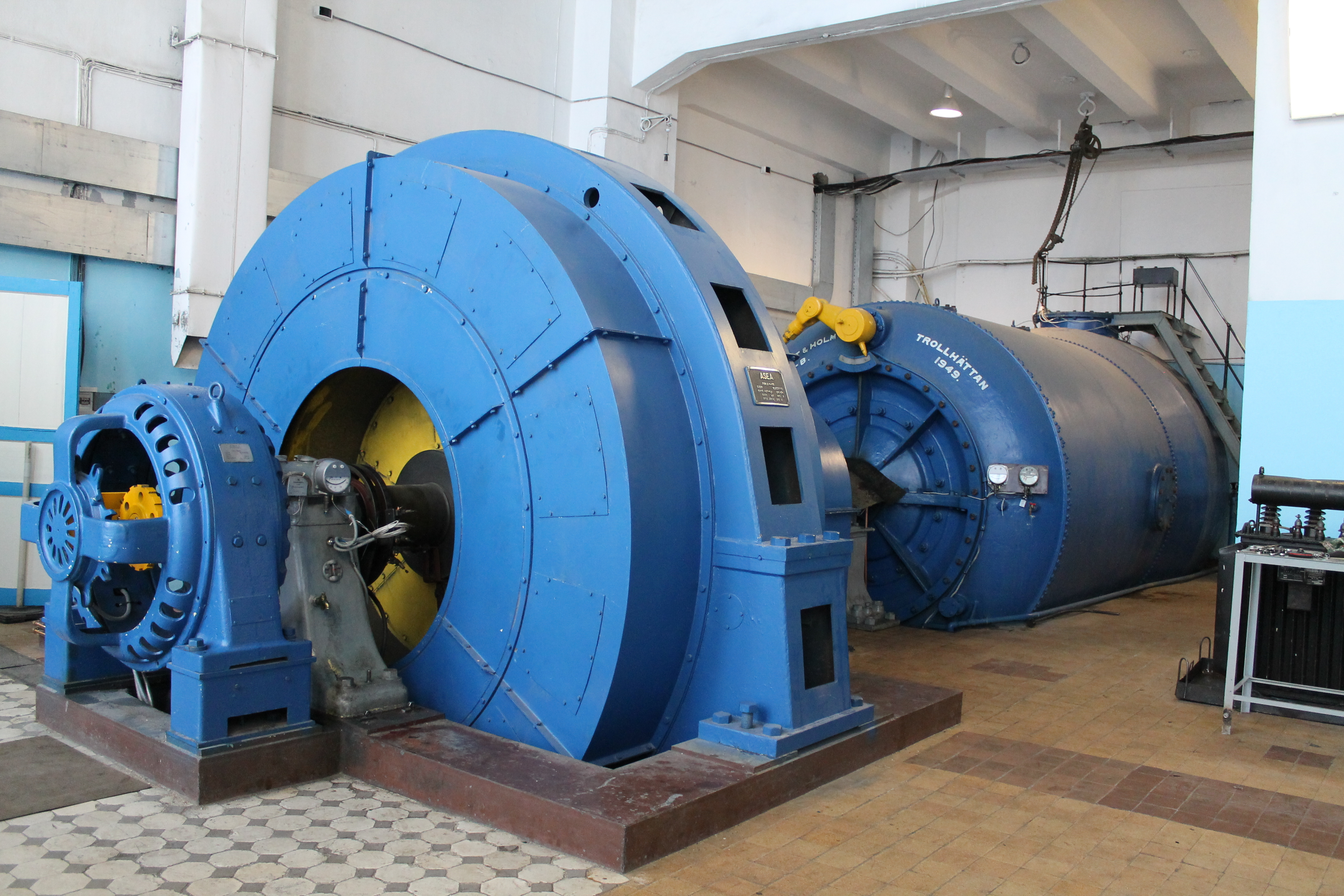
Гидроагрегат первой очереди
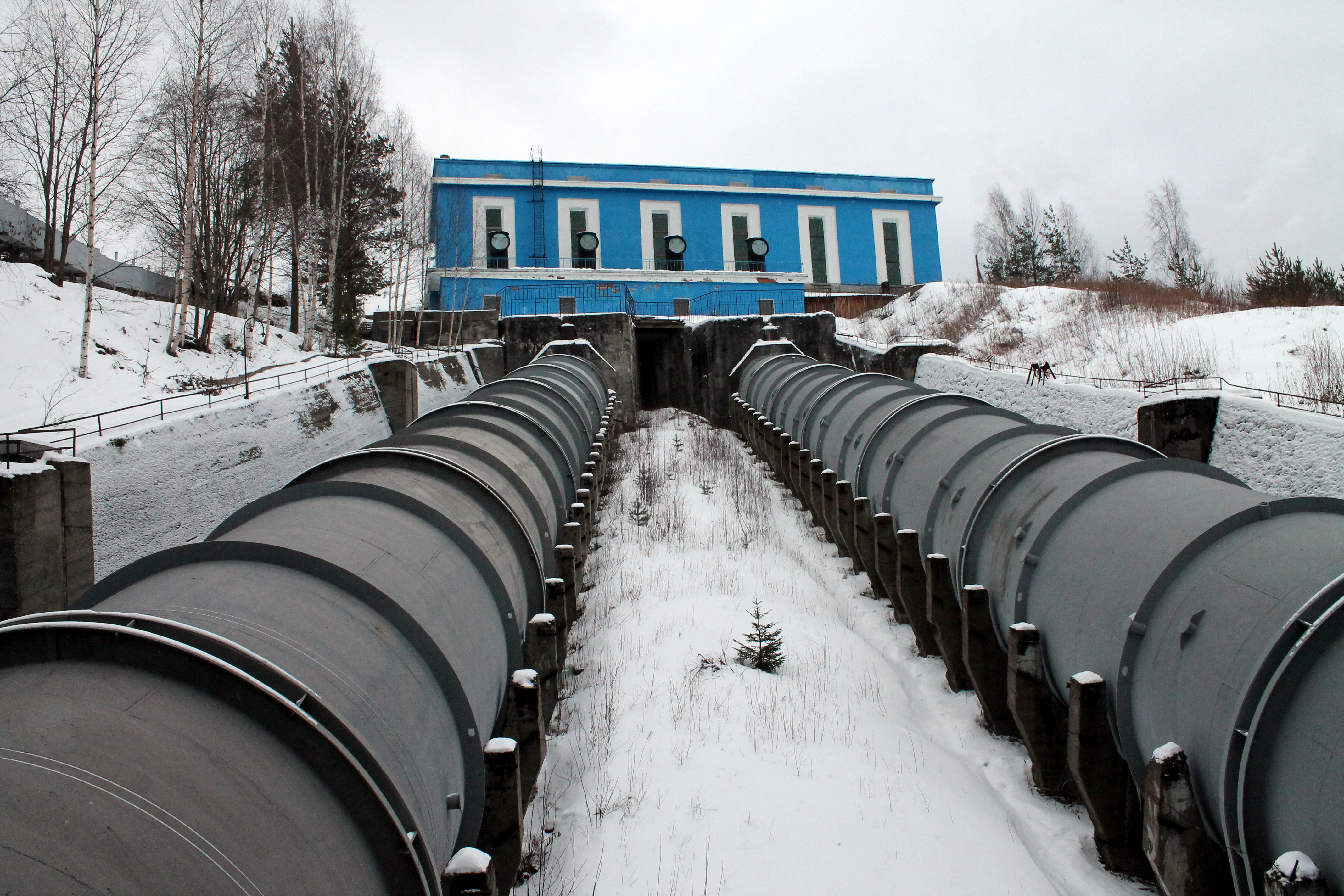
Водоприёмник и напорные водоводы
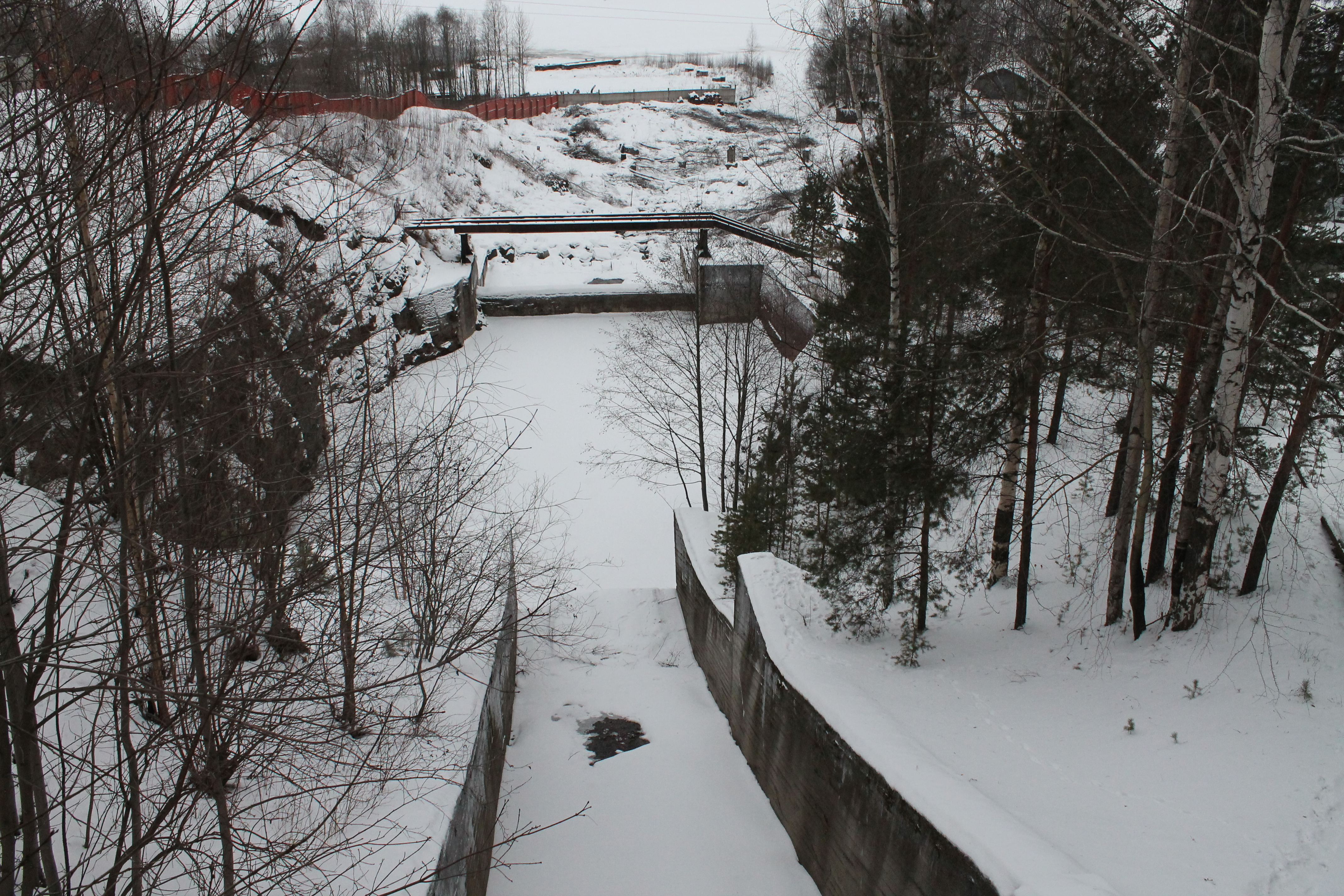
Холостой водосброс
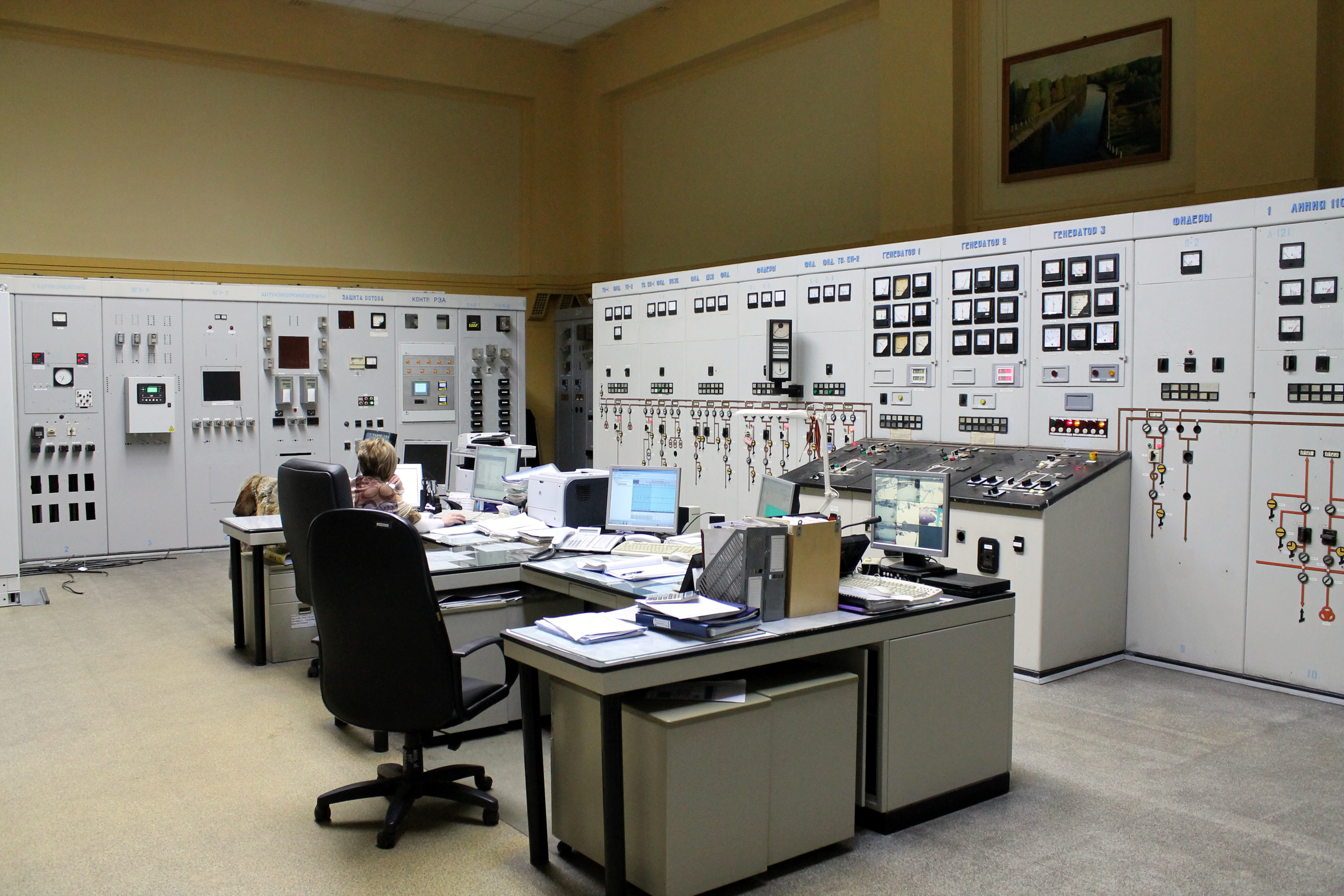
Пульт управления
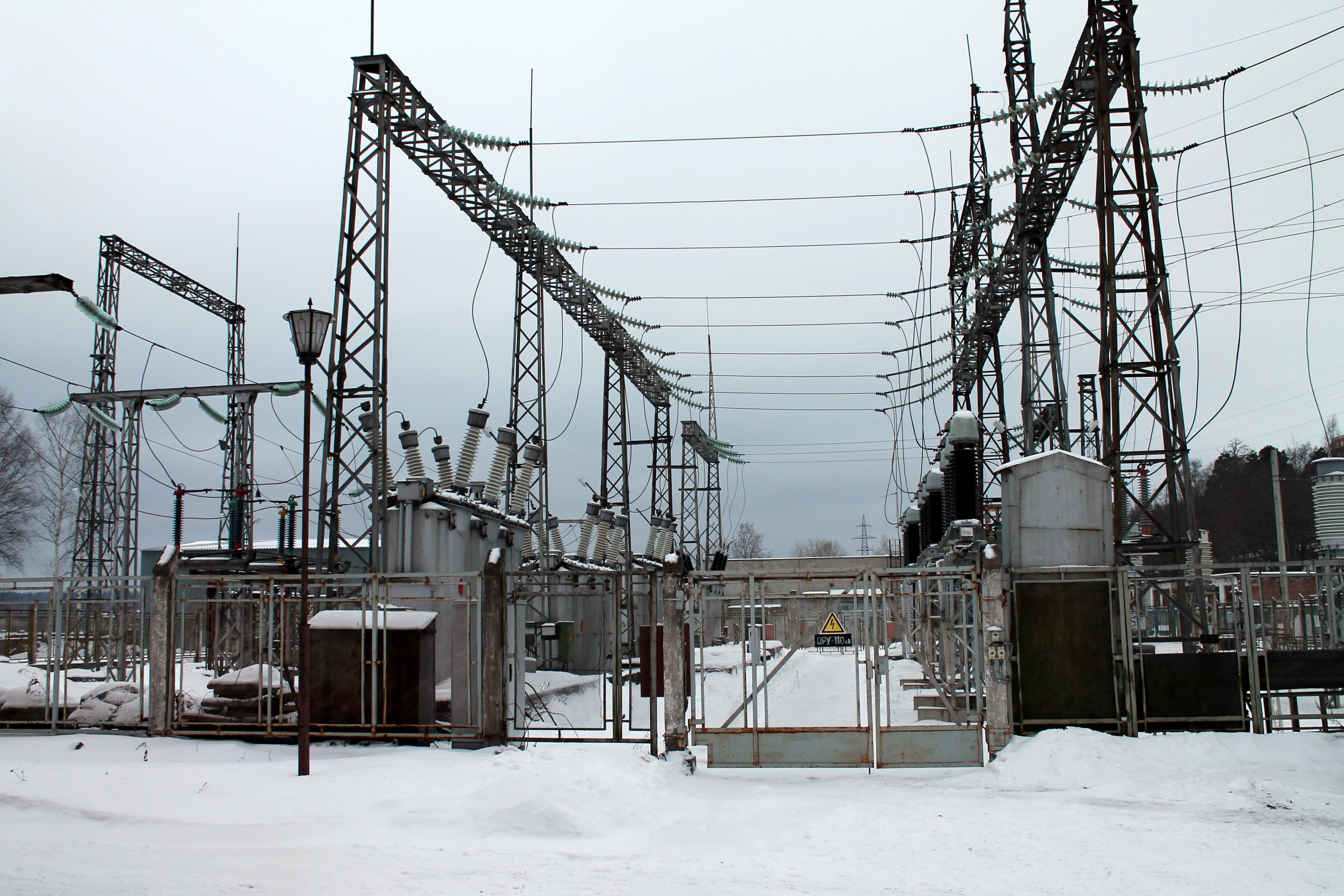
Распределительное устройство (ОРУ-110 кВ)
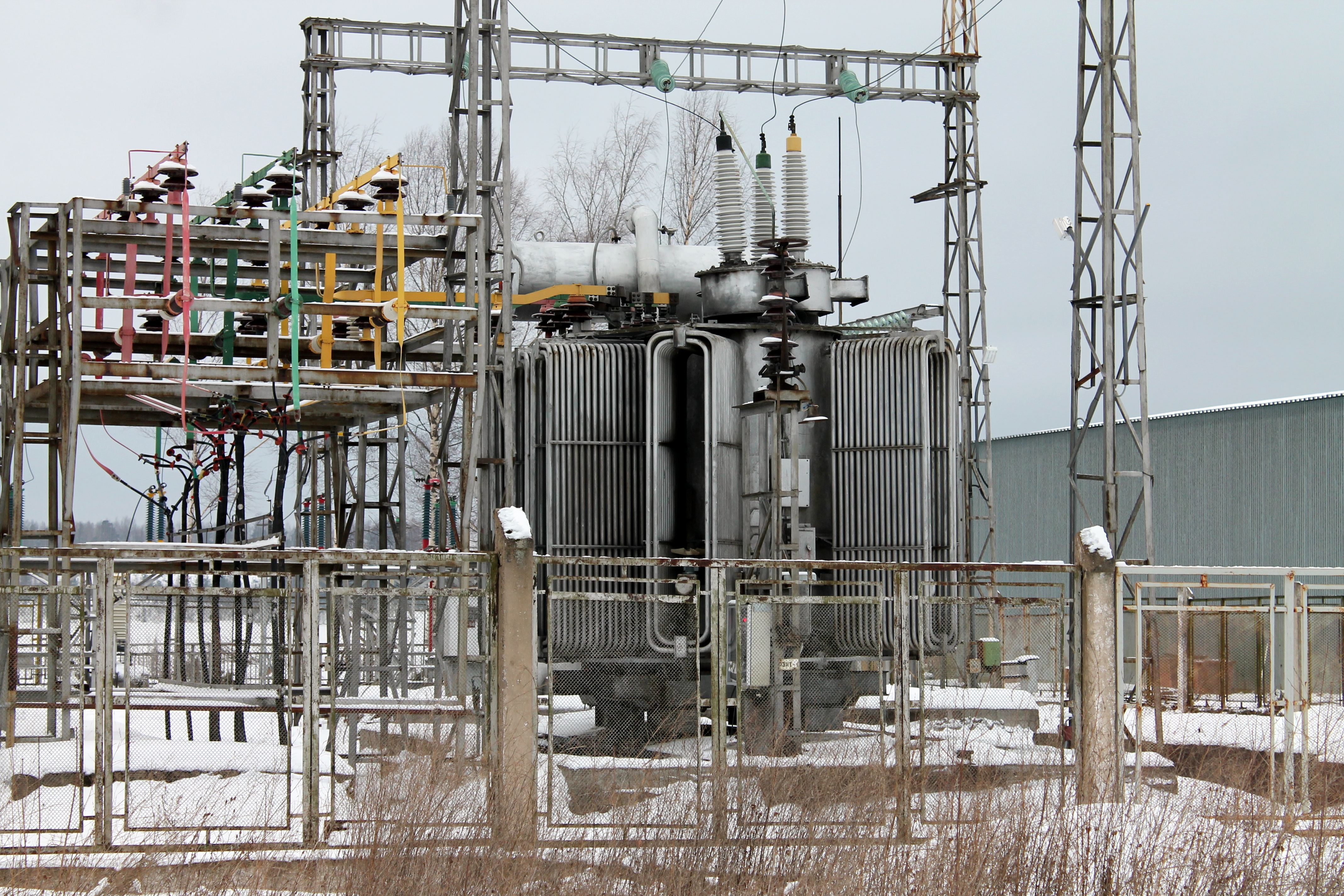
Силовой трансформатор

## Последствия строительства
Строительство Кондопожской ГЭС дало толчок к промышленному развитию региона, обеспечив электроэнергией крупный целлюлозно-бумажный комбинат. Современниками значение Кондопожской ГЭС оценивалось следующим образом:

…пуская в ход Кондопожскую гидроэлектростанцию, мы должны помнить, что тем самым делаем закладку мощной индустрии, преобразовываем лицо Петрозаводска, создаем индустриальный город Кондопогу.

За время работы электростанцией было выработано около 8 млрд кВт·ч возобновляемой электроэнергии. Себестоимость производства электроэнергии в каскаде Сунских ГЭС по состоянию на 2001 год оценивалась в 11,2 копейки за кВт·ч.
При создании водохранилищ Кондопожской ГЭС было затоплено 2200 га сельхозугодий. Отвод большей части стока Суны привёл к осушению водопадов Гирвас и Пор-порог (сток воды по которым в настоящее время происходит только во время холостых сбросов через Гирвасскую плотину), а также значительно уменьшил эстетическую привлекательность водопада Кивач.

## История строительства и эксплуатации
Изыскательские работы по обоснованию возможности строительства гидроэлектростанций в бассейне Суны начались в 1898 году под руководством инженера Тимофеева. Первый проект использования перепада высот между Нигозером и Онежским озером был предложен в 1902 году инженером Токарским, в 1909 году ещё один проект по строительству ГЭС в этом районе был составлен профессором Тейхманом. В 1903 году товарищество Токарского получило концессию на строительство гидроэлектростанции, но реализовать проект не смогло.
В годы Первой мировой войны в Кондопожской волости Олонецкой губернии Главное артиллерийское управление Военного министерства Российской империи начало подготовку строительства завода азотной кислоты, необходимой для производства пороха. Для энергоснабжения завода было предусмотрено строительство Кондопожской гидроэлектростанции, проект которой, принятый в 1915 году, составил инженер Г. О. Графтио. Мощность ГЭС была определена в 20 МВт, предусматривалась переброска стока Суны в озеро Сандал. Строительство Кондопожской ГЭС началось в 1916 году, но в конце 1917 года в связи с Октябрьской революцией и началом Гражданской войны строительство было прекращено и в 1919 году эвакуировано. К этому моменту был выполнен значительный объём подготовительных работ — построен посёлок, кирпичный завод, железная дорога, была возведена плотина у Сопохи. В строительных работах участвовали военнопленные (турки, чехи, венгры и хорваты), а также вольнонаёмные рабочие из числа местных крестьян.
К проекту строительства Кондопожской ГЭС вернулись в 1921 году — 26 апреля Совнарком РСФСР принял постановление, санкционирующее строительство в Кондопоге целлюлозно-бумажного комбината и гидроэлектростанции. Позже строительство ГЭС было включено в план ГОЭЛРО, проект гидроэлектростанции был разработан институтом «Ленгидропроект». Строительные работы были развёрнуты в 1923 году и велись преимущественно вручную. Станцию было решено возводить в две очереди, в состав первой очереди входила плотина «Сопоха» и ГЭС мощностью 5,5 МВт, во вторую очередь планировалось сооружение тракта переброски вод реки Суны и расширение ГЭС путём установки ещё двух гидроагрегатов общей мощностью 22 МВт. Пуск первой очереди Кондопожской ГЭС (2 гидроагрегата мощностью 4 МВт и 1,5 МВт) состоялся 29 января 1929 года. Таким образом, Кондопожская ГЭС стала одной из первых гидроэлектростанций, построенных в СССР.
Строительство второй очереди Кондопожской ГЭС началось в 1932 году с сооружения объектов переброски стока Суны, для производства работ была создана специализированная организация «Сунагэсстрой», технический проект переброски был утверждён Центральным электрическим советом Главного управления энергетического хозяйства Наркомата тяжёлой промышленности (Главэнерго) в мае 1933 года. Подготовительный этап строительства был завершён в 1934 году, когда началось возведение основных сооружений. К 1938 году были построены дамбы «Навда», «Ваган» и «Койкары», а также Гирвасская плотина на Суне, увеличена высота дамбы «Сопоха». Был создан перебросной канал из Гирвасского водохранилища в Пальеозеро длиной более 3 километров. Канал начинался у левого берега Суны, примерно в 400 метрах от Гирвасской плотины, затем шёл по руслу ручья Ваган-оя, прорези в скале (где был построен временный регулятор) и руслу ручья Луккан-оя, которое проходило по песчаным породам и было быстро размыто потоком воды на глубину до 25 метров, с образованием в местах выхода скальных пород трёх водопадов. В результате размыва в Пальеозеро было вынесено около 7 млн м³ песка. В 1937—1940 годах между Суной и Сундозером был сооружён лесосплавной лоток длиной 6,6 км. В 1936—1941 годах было построено здание второй очереди Кондопожской ГЭС, к весне 1941 года смонтированы два гидроагрегата мощностью по 11 МВт, в результате мощность станции увеличилась до 27,5 МВт.
Всего в ходе строительства Кондопожской ГЭС была произведена выемка 620 тыс. м³ мягкого грунта и 10,9 тыс. м³ скального грунта, насыпь 104,5 тыс. м³ мягкого грунта, а также 2,9 тыс. м³ каменной наброски, дренажей и фильтров. Было уложено 15 тыс. тонн бетона и железобетона, смонтировано около 350 тонн металлоконструкций и механизмов. Сметная стоимость строительства Кондопожской ГЭС в ценах 1961 года составила 5,07 млн рублей.
После начала Великой Отечественной войны оборудование ГЭС было частично демонтировано и эвакуировано. Удалось вывезти три из четырёх гидроагрегатов (впоследствии они были смонтированы на каскаде Чирчикских ГЭС в Узбекистане), один гидроагрегат мощностью 1,5 МВт вывезти не удалось, и он был взорван отступавшими советскими войсками. С ноября 1941 года по июнь 1944 года станция находилась на оккупированной финскими войсками территории. В ходе войны сооружения ГЭС получили значительные повреждения, в частности были разрушены Гирвасская плотина и лесосплавной лоток (их пришлось возводить по новым проектам). Восстановительные работы начались уже в 1944 году, в 1947 году были пущены новые гидроагрегаты второй очереди, в 1951 году — гидроагрегат первой очереди (разрушенный второй гидроагрегат первой очереди было решено не восстанавливать). Акт Государственной комиссии о приёмке Кондопожской ГЭС в постоянную эксплуатацию был подписан 10 октября 1951 года. Одновременно в 1947—1954 годах велось строительство Пальеозёрской ГЭС на тракте переброски реки Суны, в ходе которого были заново построены перебросной канал, Гирвасская плотина, лесосплавной лоток, реконструированы дамбы «Койкара» и «Ваган». Все эти сооружения, изначально возводившиеся по проекту Кондопожской ГЭС, в настоящее время входят в состав Пальеозёрской ГЭС.

Кондопожская ГЭС в период оккупации 1941-1944 гг.
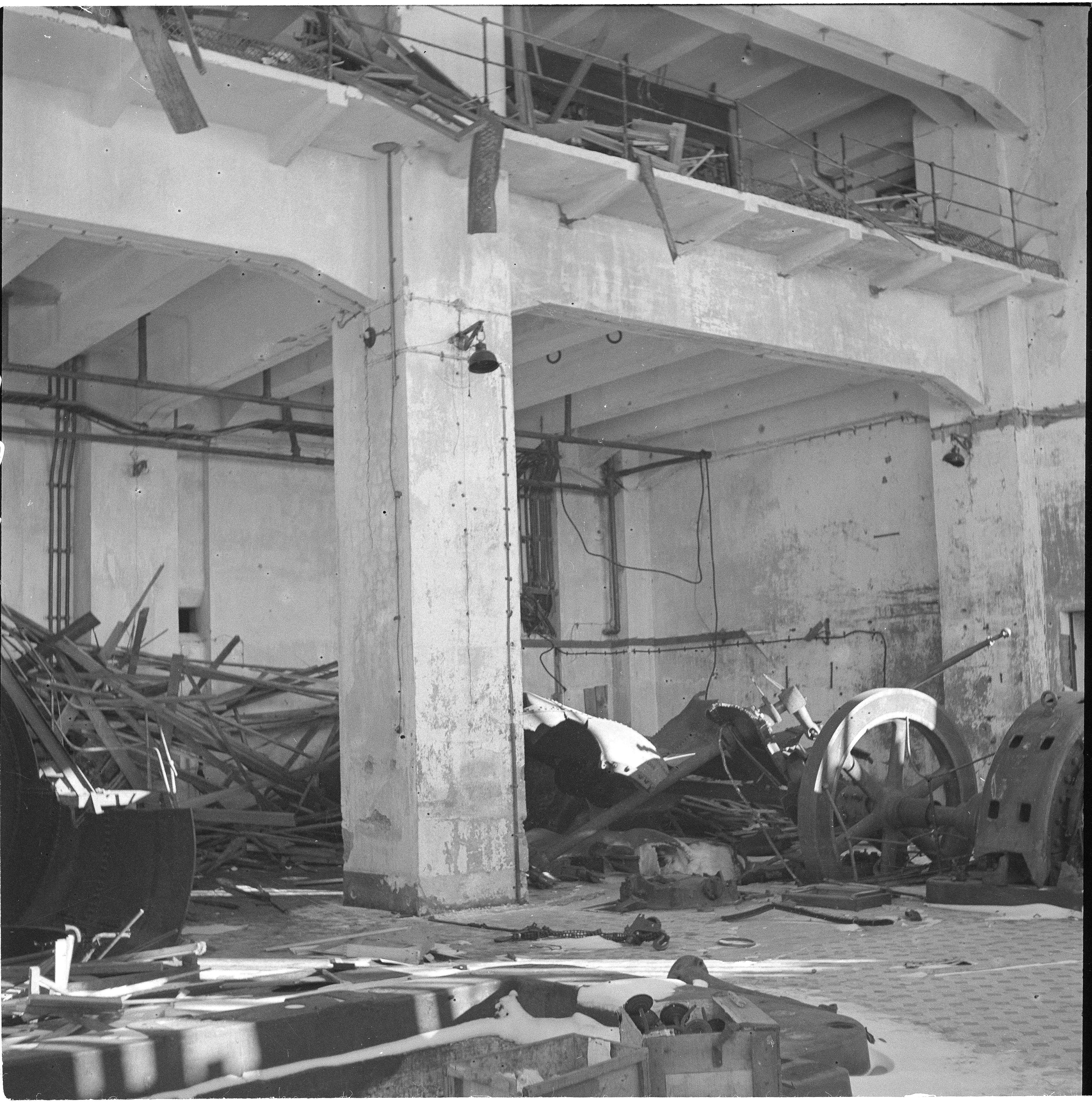
Машинный зал первой очереди
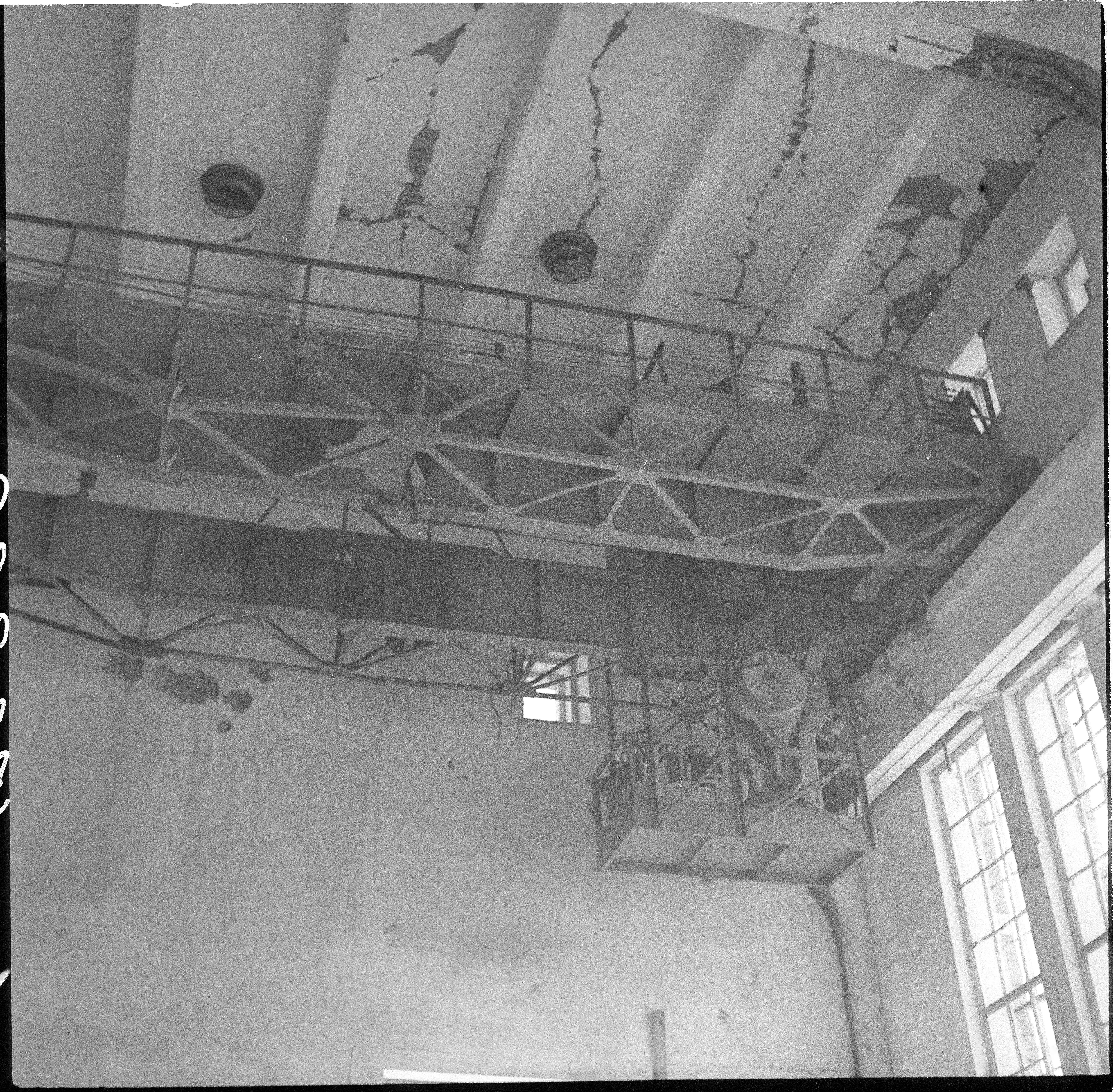
Кран в машинном зале
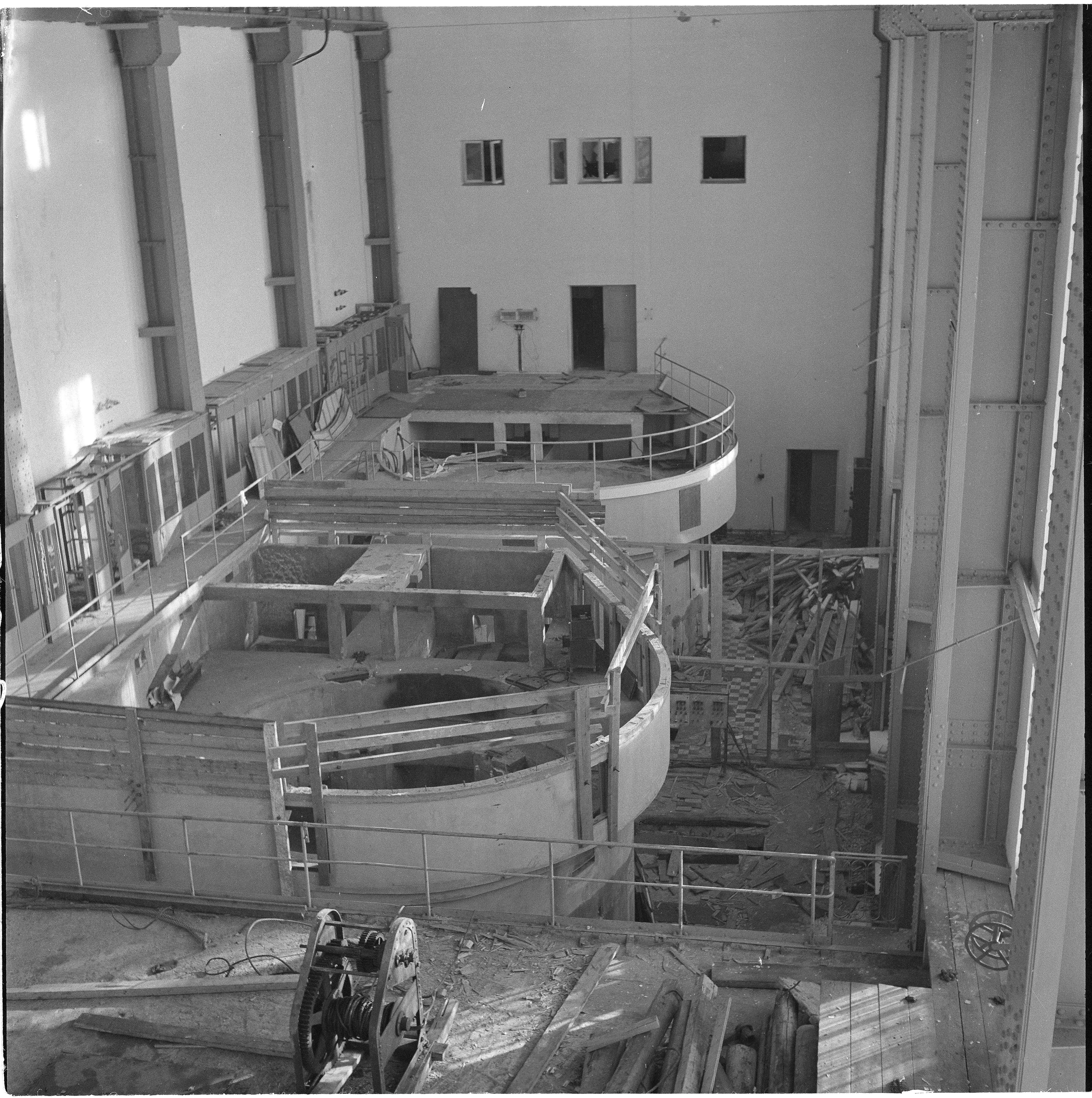
Машинный зал второй очереди
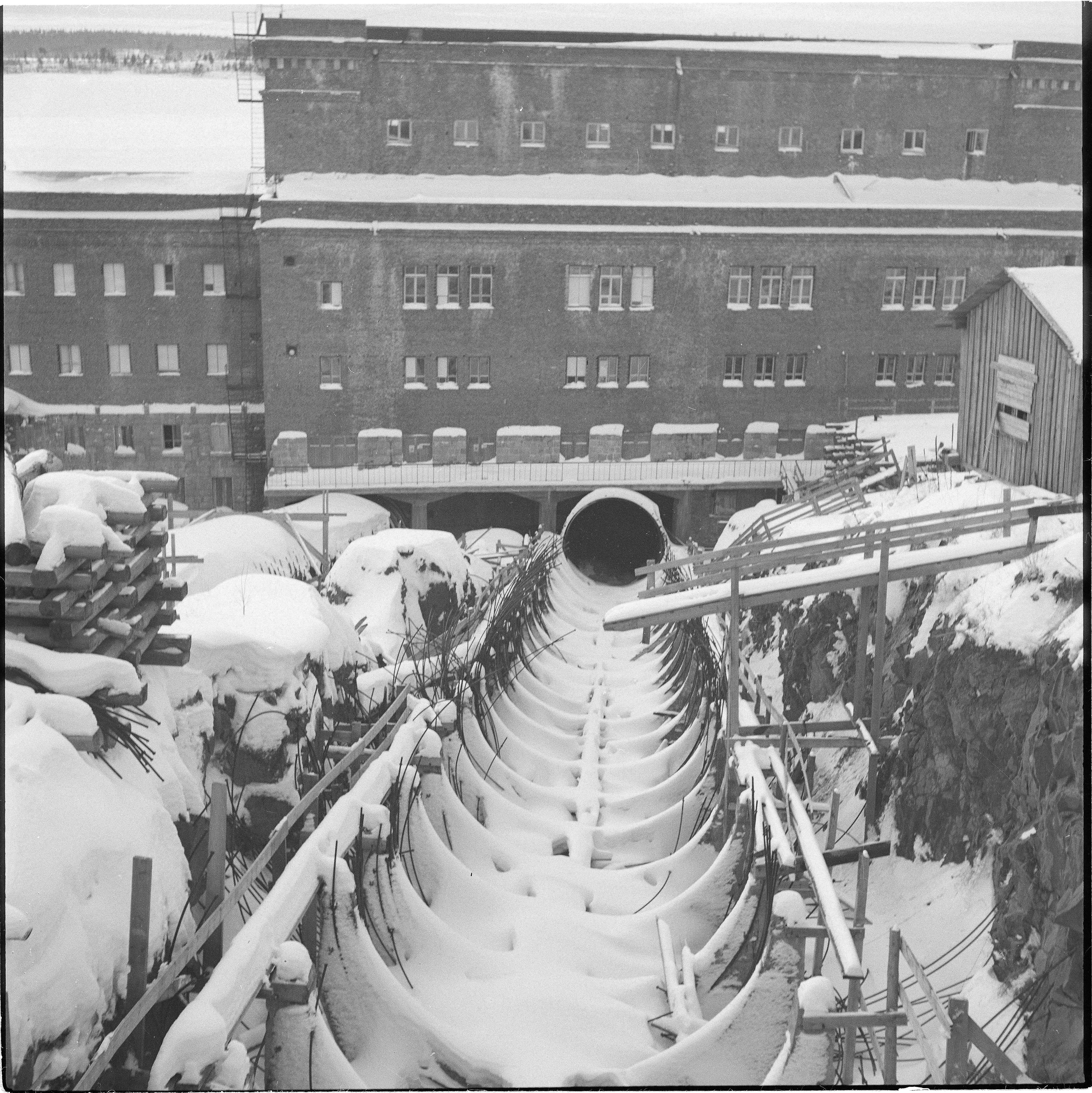
Напорные трубопроводы (деревянные)
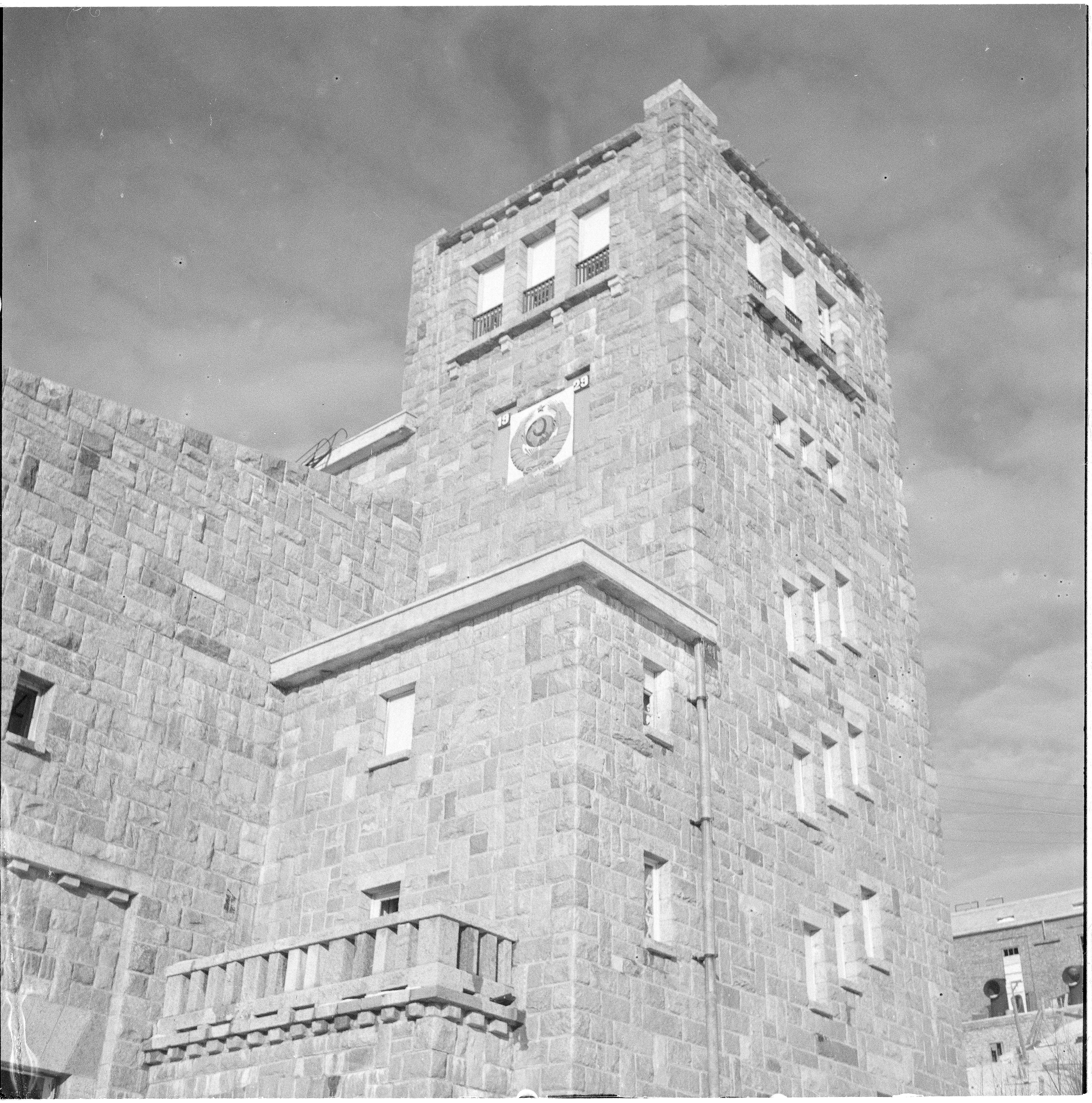
Башня здания ГЭС

В 1959 году Кондопожская ГЭС, ранее работавшая изолированно, была подключена к единой энергосистеме страны. В 1988 году на базе Карельского районного энергетического управления создано Карельское производственное объединение энергетики и электрификации, в 1993 году оно было преобразовано в ОАО «Карелэнерго». В 2004 году в рамках реформы РАО «ЕЭС России» электростанции Карелии, в том числе и Кондопожская ГЭС, были выделены из состава «Карелэнерго» в ОАО «Карелэнергогенерация», и в 2005 году переданы в состав ПАО «ТГК-1».
С 1990-х годов по настоящее время оборудования и сооружения Кондопожской ГЭС модернизируются, в частности с 2018 по 2021 годы на открытом распределительном устройстве четыре выключателя МКП-110М были заменены на элегазовые выключатели ВЭБ-110. С 2021 года мощность станции уменьшилась с 25,6 МВт до 24,9 МВт в результате снижения мощности горизонтального гидроагрегата с 4,2 МВт до 3,5 МВт.